# 中国经济学年会
中国经济学年会（英語：China Economics Annual Conference）成立于2001年，由北京大学中国经济研究中心发起成立，旨在加强中国高等院校经济类院系以及国内外其它经济学科研、教学机构之间的交流与合作，以推动中国经济学界自由开放、严谨务实的学术环境发展。
截至2021年，中国经济学年会已举办了21届，共有21家理事单位。秘书处设在北京大学承泽园中国经济研究中心。

## 理事单位
| 名称                       | 所属机构         | 地点           |
| -------------------------- | ---------------- | -------------- |
| 北京大学国家发展研究院     | 北京大学         | 北京           |
| 复旦大学经济学院           | 复旦大学         | 上海           |
| 河南财经政法大学经济学院   | 河南财经政法大学 | 河南郑州       |
| 华中科技大学经济学院       | 华中科技大学     | 湖北武汉       |
| 南京大学经济学院           | 南京大学         | 江苏南京       |
| 南开大学经济学院           | 南开大学         | 天津           |
| 清华大学经济管理学院       | 清华大学         | 北京           |
| 厦门大学经济学院           | 厦门大学         | 福建厦门       |
| 山东大学经济学院           | 山东大学         | 山东济南       |
| 上海财经大学经济学院       | 上海财经大学     | 上海           |
| 武汉大学经济与管理学院     | 武汉大学         | 湖北武汉       |
| 西北大学经济管理学院       | 西北大学         | 陕西西安       |
| 西南财经大学经济学院       | 西南财经大学     | 四川成都       |
| 浙江大学经济学院           | 浙江大学         | 浙江杭州       |
| 中国人民大学经济学院       | 中国人民大学     | 北京           |
| 重庆大学经济与工商管理学院 | 重庆大学         | 重庆           |
| 华东师范大学经济与管理学部 | 华东师范大学     | 上海           |
| 吉林大学数量经济研究中心   | 吉林大学         | 吉林长春       |
| 中山大学岭南（大学）学院   | 中山大学         | 广东广州       |
| 华南理工大学经济与贸易学院 | 华南理工大学     | 广东广州       |
| 内蒙古大学经济管理学院     | 内蒙古大学       | 内蒙古呼和浩特 |

## 历届年会
| 届数       | 时间 | 地点           | 主办单位                                                                     |
| ---------- | ---- | -------------- | ---------------------------------------------------------------------------- |
| 第一届     | 2001 | 北京           | 北京大学                                                                     |
| 第二届     | 2002 | 陕西西安       | 西北大学                                                                     |
| 第三届     | 2003 | 上海           | 复旦大学                                                                     |
| 第四届     | 2004 | 天津           | 南开大学                                                                     |
| 第五届     | 2005 | 福建厦门       | 厦门大学                                                                     |
| 第六届     | 2006 | 湖北武汉       | 中国经济学年会秘书处、武汉大学                                               |
| 第七届     | 2007 | 广东深圳、香港 | 北京大学深圳商学院、香港大学经济与金融学院、深圳大学经济学院                 |
| 第八届     | 2008 | 重庆           | 重庆大学                                                                     |
| 第九届     | 2009 | 浙江杭州       | 中国经济学年会秘书处、浙江大学                                               |
| 第十届     | 2010 | 河南郑州       | 中国经济学年会秘书处                                                         |
| 第十一届   | 2011 | 上海           | 中国经济学年会秘书处、上海财经大学                                           |
| 第十二届   | 2012 | 山东济南       | 中国经济学年会秘书处、山东大学                                               |
| 第十三届   | 2013 | 四川成都       | 中国经济学年会秘书处、山东大学                                               |
| 第十四届   | 2014 | 广东深圳       | 中国经济学年会秘书处、北京大学                                               |
| 第十五届   | 2015 | 上海           | 中国经济学年会秘书处、华东师范大学                                           |
| 第十六届   | 2016 | 湖北武汉       | 中国经济学年会秘书处、华中科技大学                                           |
| 第十七届   | 2017 | 宁夏银川       | 中国经济学年会秘书处、宁夏大学                                               |
| 第十八届   | 2018 | 广东广州       | 中国经济学年会秘书处、中山大学岭南（大学）学院                               |
| 第十九届   | 2019 | 天津           | 中国经济学年会秘书处、南开大学经济学院、中国特色社会主义经济建设协同创新中心 |
| 第二十届   | 2020 | 广州深圳       | 中国经济学年会秘书处、北京大学汇丰商学院                                     |
| 第二十一届 | 2021 | 陕西西安       | 中国经济学年会秘书处、陕西师范大学                                           |